# Adlullia amplior
Adlullia amplior är en fjärilsart som beskrevs av Collenette 1930. Adlullia amplior ingår i släktet Adlullia och familjen tofsspinnare. Inga underarter finns listade i Catalogue of Life.